# Stadtbad Charlottenburg
Das Stadtbad Charlottenburg ist ein Baudenkmal aus den 1880er Jahren. Es ist das zweite in der späteren Gemeinde Groß-Berlin errichtete Volksbad.

## Lage
Das Volksbad, mit der östlichen Schmalseite gelegen in der Krummen Straße 9/10, bildet eine feste bauliche Einheit mit der 1974 hinzugefügten neuen Schwimmhalle, die wegen ihres baulichen Zustandes seit 2021 geschlossen ist. Die lange nördliche Fassade schließt sich dem Park am Schwimmbad an. Der Besuchereingang befindet sich an der Krummen Straße.
Bei seinem Bau und der Eröffnung des Stadtbads gehörte die Straße zum Charlottenburger Bezirk 13a im Zuständigkeitsbereich des Bezirks- und Schulvorstehers H. Rossin.

## Beschreibung
Das Stadtbad ist ein dreigeschossiger Backsteinbau im Jugendstil, der auch einige Elemente des Historismus aufweist. Einschließlich der Vorhalle ist es rund 49 m tief und 20 m breit. Es verfügt über ein 25 m langes früher gefliestes, jetzt mit einer Edelstahlwanne ausgestattetes Schwimmbecken mit einem integrierten Nichtschwimmerbereich.
Um das Schwimmbecken zieht sich ein Barfußbereich, von dem aus einzelne Umkleidekabinen erreichbar waren. Der Zugang der Besucher mit Straßenkleidung erfolgte von der Rückseite der Kabinen über einen Stiefelgang. Die Kabinen wurden bei den Umbauarbeiten in den 1980er Jahren entfernt.
In einer Vorhalle befand sich anfangs der Kassenbereich, bei dem die Gäste sowohl die Eintrittskarten als auch kleine Seifenstücke erwerben konnten.

## Architektur

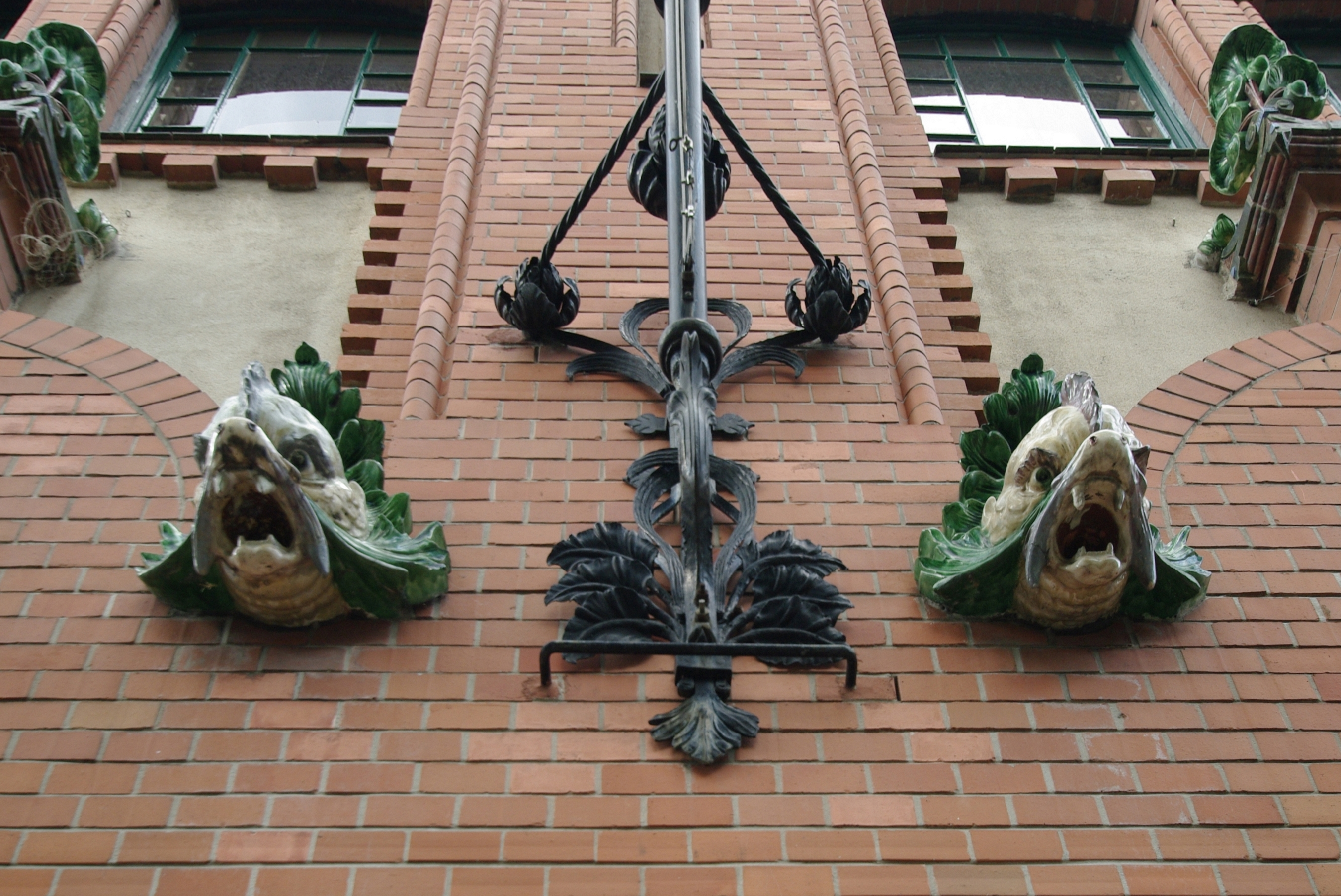
Drachenköpfe (glasierte Tonwaren) und Pflanzenornamente (Kupfer)

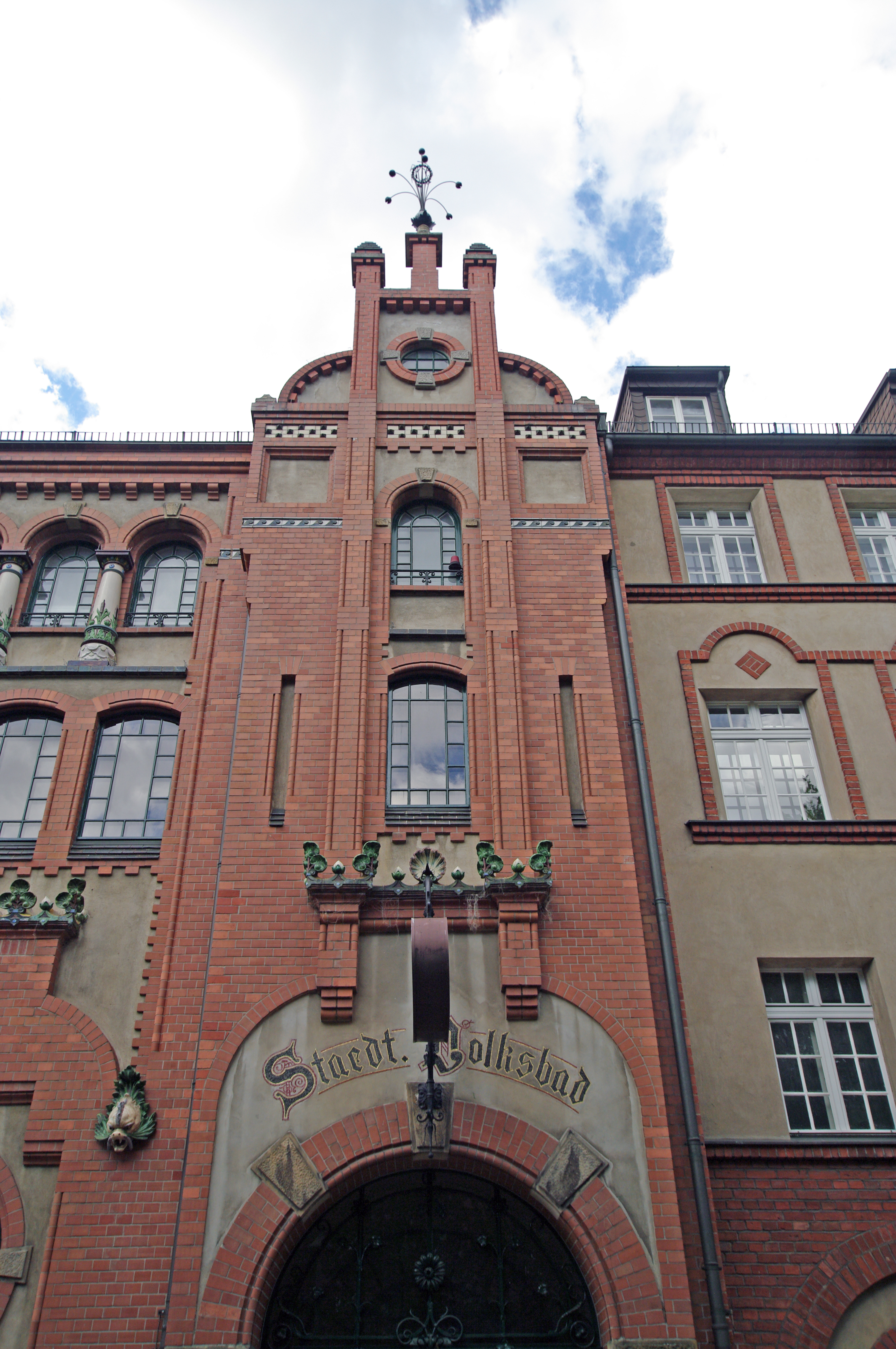
Eingangsbereich mit dem Schriftzug „Staedt. Volksbad“ und figürlichem Schmuck

Im Erdgeschoss des Stadtbads sind große Rundfenster in Form von Bullaugen eingearbeitet, die übrigen Fenster sind rundbogig, einige auch rechteckig. Glasierte Ziegel, Tonreliefs und Kunstschmiedearbeiten bilden den Schmuck des Hauses. Die Thematik verweist auf die Nutzung.
Das Hauptportal ist ein gemauerter Rundbogen mit einem schmiedeeisernen Gitter dazwischen. Die Außenmaße (für beide Schwimmhallen zusammen) betragen rund 83 m × 44 m.
Die Schmuckelemente an der Fassade der alten Halle zeigen Ornamente, die von pflanzlichen Formen abgeleitet sind (Kräuter, Schilf, Laubwerk, Ranken, Zweige, teilweise mit den Eigennamen der Pflanzen versehen), sowie einige überzeichnete Wassertiere (Fische als Fabeltiere).

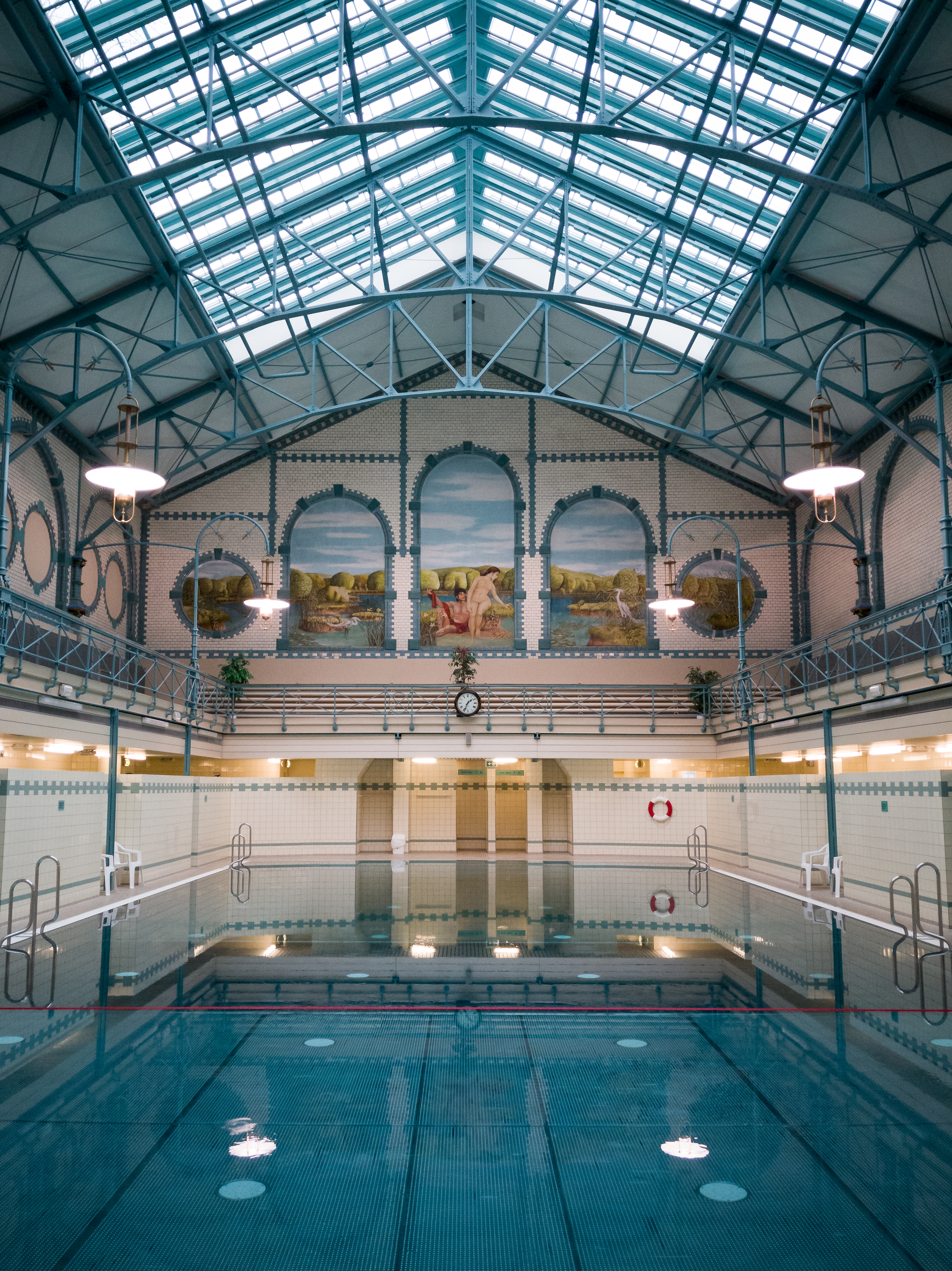
Blick in die alte Schwimmhalle, 2017

Im Inneren fällt die fünfteilige Wandmalerei an einer Giebelseite auf, die Badeszenen nach antikem Vorbild präsentiert. Auch im Inneren kehren einige Schmuckelemente aus der Fassade wieder.
Die Dachkonstruktion ist ein offenes Stahlfachwerk, großflächig mit Glas gedeckt und lässt viel Tageslicht in die Halle.

## Geschichte
Mit der schnellen Zunahme der Einwohnerzahlen in Berlin und den angrenzenden Gemeinden und Städten war es dringend erforderlich, den Bewohnern Reinigungs- und Bewegungsmöglichkeiten zu bieten. Die Wohnungen waren zumeist weder mit Duschen noch mit eigenen Badewannen ausgestattet. So ließen die jeweiligen Gemeindeverwaltungen von renommierten Architekten in ihren Orten auf kommunalem Bauland Volksbadeanstalten mit Schwimmbecken planen und errichten.
Nach Plänen des Charlottenburger Stadtbaurats Paul Bratring, ausgeführt von der Berliner Firma Cementbaugeschäft O. Schmidt und Co.,  konnte nach dreijähriger Bauzeit die erste derartige Anlage in der Stadt Charlottenburg eröffnet werden. Noch früher entstand in Berlin-Moabit eine Volksbadeanstalt, die jedoch im Jahr 1985 abgebaut wurde. Erster Verwalter der Charlottenburger Bade- und Schwimmeinrichtung wurde der ehemalige Vorsteher des Magistratsbüros, Schilling. Danach folgte ein Major a. D. als Verwalter.
Die ursprüngliche Schwimmhalle wurde bald schrittweise erweitert und ihre Nutzung stetig angepasst. So erhielt sie 1924/1925 ein zusätzliches Beamtenwohnhaus, entworfen von Rudolf Walter. Dazu kamen auch in den 1920er Jahren kleine Räume mit großen emaillierten Badewannen. Aus hygienischen Gründen wurde 1923 eine Chlorierungsanlage installiert.
Nach einigen Jahren intensiver Nutzung und Beschädigungen durch Granatenbeschuss kurz vor Ende des Zweiten Weltkriegs wurde das Stadtbad bereits 1946 wiedereröffnet.
Anfang der 1970er Jahre erfolgte eine grundlegende Veränderung, denn bis zum Jahr 1974 entstand das neue Stadtbad Charlottenburg, das unmittelbar an das historische Gebäude anschließt (Krumme Straße 9). Es verfügt über ein 50 Meter langes Schwimmbecken. Nun wurde ein eventueller Abriss der alten Halle diskutiert, der jedoch nicht ausgeführt wurde. Die Charlottenburger Verwaltung beschloss dagegen, die erste Halle gründlich zu renovieren und zu modernisieren, was von 1974 bis 1976 erfolgte. Sie wurde 1982 unter Denkmalschutz gestellt.
Zwischen 1985 und 1987 wurde das Bauwerk vor allem außen umfassend verändert: Es erhielt seine teilweise verputzte Fassade mit freien Backsteinsichtflächen zurück, die Eingangshalle und die Treppenhäuser bekamen ebenfalls ein denkmalgerechtes Aussehen.

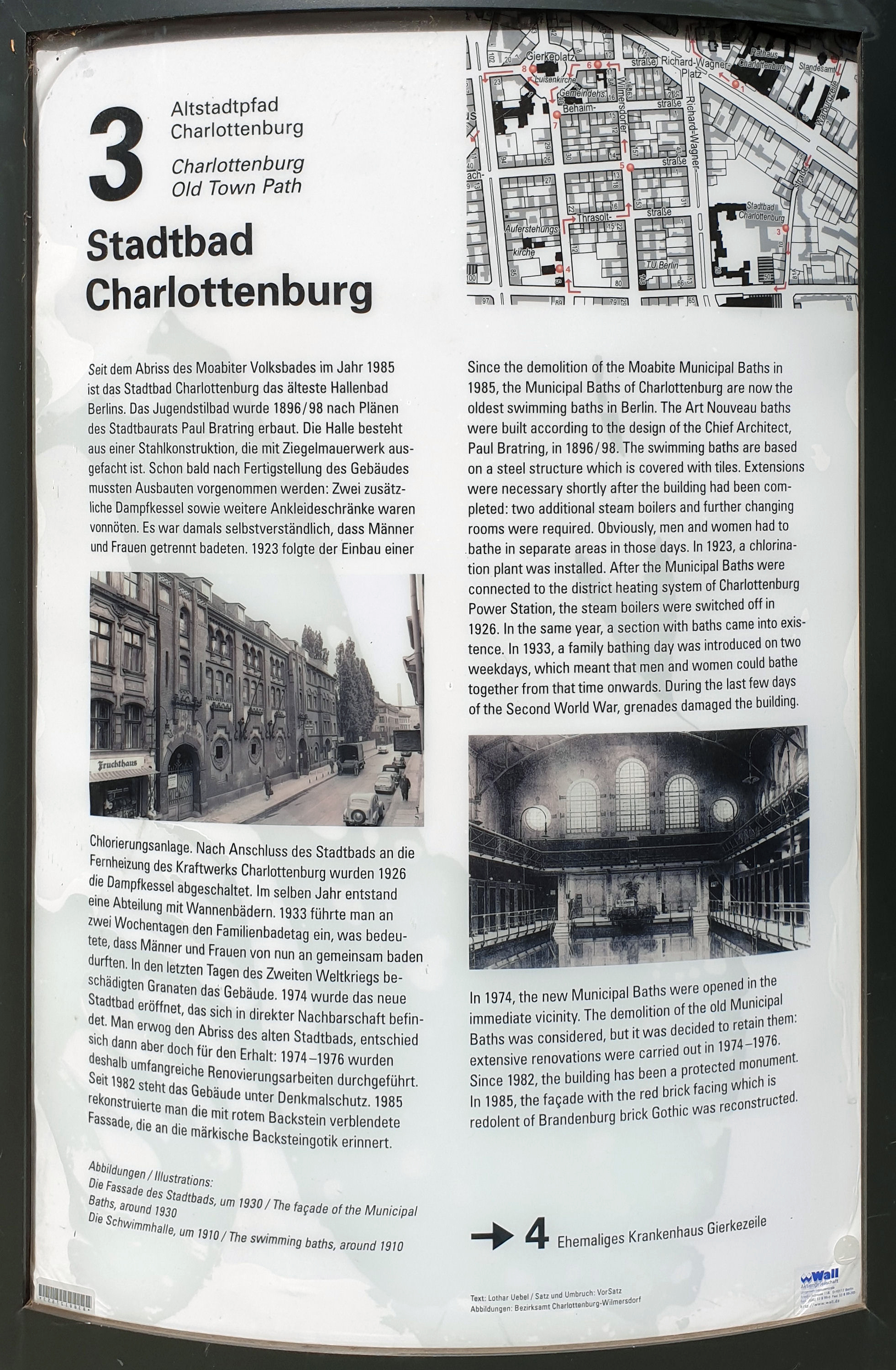
Infotafel zum Stadtbad Charlottenburg

Eine Gedenktafel auf dem Altstadtpfad Charlottenburg verweist auf die Baugeschichte des Stadtbads und zeigt zwei historische Fotos (siehe Bild).

## Nutzung
Die Schwimmhalle diente anfangs allen Besuchern. Jedoch regelten die kommunalen Betreiber im Wechsel die Nutzung entweder durch Frauen oder durch Männer an verschiedenen Tagen, wie es die Schicklichkeit bis in die 1920er Jahre vorschrieb. Die in den Einrichtungen angestellten Personen wurden anfangs entsprechend dem Geschlecht der Besucher in Badefrauen und Bademänner oder Bademeister unterschieden und bedienten die Badegäste nach Zuordnung.
Zur Heizung des Wassers diente ein Dampfkessel, der 1925 um zwei weitere ergänzt wurde. Als jedoch bald Fernwärmeleitungen verlegt worden waren (1926), konnten die Dampfkessel stillgelegt und abgebaut werden.
Die Stadtgemeinde hob 1933 die Geschlechtertrennung auf, seitdem gibt es Familienbadetage.
Das Stadtbad dient auch heute allen Interessenten für ihre Freizeitaktivitäten. Auf die Badewannen konnte aufgrund zunehmenden Wohnkomforts in der Stadt verzichtet werden. Die so freigewordenen Räume werden für Gymnastik, Physiotherapie oder andere Dienstleistungen genutzt. Es wurde ein umfangreicher Saunabereich installiert, der einige Jahre in Betrieb war und einen eigenen Zugang zur Schwimmhalle hatte, sowie eine Freiluftterrasse.